# Longitarsus cinerariae
Longitarsus cinerariae là một loài bọ cánh cứng trong họ Chrysomelidae. Loài này được Wollaston miêu tả khoa học năm 1854.